# یوکو دایکه
یوکو دایکه (انگلیسی: Yūko Daike؛ زادهٔ ۹ اوت ۱۹۷۱) هنرپیشه ژاپنی است. از فیلم‌هایی که وی در آن نقش داشته است، می‌توان به عروسک‌ها و آتش‌بازی اشاره کرد.